# أوسكار فيرو
أوسكار فيرو (بالإسبانية: Óscar Ferro)‏ هو لاعب كرة قدم أوروغواياني، ولد في 2 مارس 1967 في مونتفيدو في الأوروغواي. شارك مع منتخب الأوروغواي لكرة القدم. أما مع النوادي، فقد لعب مع أتليتيكو توكومان وبنيارول وديفينسور سبورتينغ وفيرو كاريل أويستي ونادي سبورتينغ كريستال ونادي غواراني ونادي كومبوستيلا وهوراكان.

## وصلات خارجية
- أوسكار فيرو على موقع قاعدة بيانات كرة القدم.إي يو (الإنجليزية)
- أوسكار فيرو على موقع ناشيونال فوتبول تيمز (الإنجليزية)